# East San Gabriel
East San Gabriel ist ein Census-designated place (CDP) im Los Angeles County im US-Bundesstaat Kalifornien. Im Jahr 2020 hatte die Ortschaft 22.769 Einwohner.

## Geographie
Nach den Angaben des United States Census Bureaus hat der CDP eine Gesamtfläche von 4,1 km², wovon 4,0 km² auf Land und 0,1 km² (= 0,64 %) auf Gewässer entfallen.

## Demographie
Zum Zeitpunkt des United States Census 2000 bewohnten East San Gabriel 14.512 Personen. Die Bevölkerungsdichte betrug 3614,9 Personen pro km². Es gab 5391 Wohneinheiten, durchschnittlich 1342,9 pro km². Die Bevölkerung East San Gabriels bestand zu 42,55 % aus Weißen, 1,85 % Schwarzen oder African American, 0,63 % Native American, 40,47 % Asian, 0,09 % Pacific Islander, 10,12 % gaben an, anderen Rassen anzugehören und 4,28 % nannten zwei oder mehr Rassen. 23,52 % der Bevölkerung erklärten, Hispanos oder Latinos jeglicher Rasse zu sein.
Die Bewohner East San Gabriels verteilten sich auf 5201 Haushalte, von denen in 34,3 % Kinder unter 18 Jahren lebten. 53,4 % der Haushalte stellten Verheiratete, 12,1 % hatten einen weiblichen Haushaltsvorstand ohne Ehemann und 28,7 % bildeten keine Familien. 22,7 % der Haushalte bestanden aus Einzelpersonen und in 7,1 % aller Haushalte lebte jemand im Alter von 65 Jahren oder mehr alleine. Die durchschnittliche Haushaltsgröße betrug 2,79 und die durchschnittliche Familiengröße 3,28 Personen.
Die Bevölkerung verteilte sich auf 23,7 % Minderjährige, 8,8 % 18–24-Jährige, 32,0 % 25–44-Jährige, 23,4 % 45–64-Jährige und 12,1 % im Alter von 65 Jahren oder mehr. Das Durchschnittsalter betrug 36 Jahre. Auf jeweils 100 Frauen entfielen 94,6 Männer. Bei den über 18-Jährigen entfielen auf 100 Frauen 92,3 Männer.
Das mittlere Haushaltseinkommen in East San Gabriel betrug 51.301 US-Dollar und das mittlere Familieneinkommen erreichte die Höhe von 59.127 US-Dollar. Das Durchschnittseinkommen der Männer betrug 42.491 US-Dollar, gegenüber 32.479 US-Dollar bei den Frauen. Das Pro-Kopf-Einkommen belief sich auf 23.571 US-Dollar. 10,5 % der Bevölkerung und 9,1 % der Familien hatten ein Einkommen unterhalb der Armutsgrenze, davon waren 14,5 % der Minderjährigen und 6,3 % der Altersgruppe 65 Jahre und mehr betroffen.